# 정과정
〈정과정〉(鄭瓜亭)은 고려 의종 때 정서가 쓴 향가계 고려 가요이다. 제작 연대에 관해서는 여러 견해가 있다.

## 특징
고려 가요 작품 중 작가가 밝혀진 유일한 작품으로, 억울한 누명을 쓰고 유배지로 귀양을 간 자신의 처지를 노래한 유배 문학 작품이다. 
10구체 형식이며, 《악학궤범》에 실려 전한다. 

## 지은이
정서는 인종의 총애를 받은 신하로 풍류(風流) 재예(才藝)에 뛰어난 사람이었다. 
그가 궁중을 중심으로 한 문관계 내직과 환관계 내료들의 정쟁(政爭)으로 발생한 대령후 사건으로 조정의 여러 사람으로부터 참소를 받게 되자 그의 고향인 동래(東萊)에 귀향가게 되었다. 그때 의종이 오래 지나지 않아 곧 부르겠다고 했는데 오랫동안 아무 기별이 없자 이를 슬퍼하여 지어 불렀다고 한다.

## 내용
이 노래의 내용은 자기의 외로운 신세를 산접동새에 비기어 임금을 그리는 절절한 심정을 읊었으므로 '충신이 임금을 그리는 노래(忠臣戀主之詞)'라 하여 궁중음악으로 불렸다. 
이 노래는 《동국통감》에는 〈정과정〉이라 하였고, 《악학궤범》에는 〈삼진작(三眞勺)〉이란 이름으로 실렸는데 이 삼진작이란 이름은 정과정에 붙인 악곡명이고, 가사명은 아니다. 즉 〈삼진작〉은 가사에 붙인 곡조 이름이다. 일진작이 가장 느리고, 이진작보다 삼진작이 더 빠른 것으로 보인다.

## 같이 보기
- 정과정유적지 - 부산광역시 기념물 제54호

## 참고 문헌
- 이 문서에는 다음커뮤니케이션(현 카카오)에서 GFDL 또는 CC-SA 라이선스로 배포한 글로벌 세계대백과사전의 내용을 기초로 작성된 글이 포함되어 있습니다.